# فردیناند رایش
فردیناند رایش (آلمانی: Ferdinand Reich؛ ۱۹ فوریهٔ ۱۷۹۹ – ۲۷ آوریل ۱۸۸۲) یک شیمی‌دان اهل آلمان بود.وی کاشف عنصر ایندیم با عدد اتمی 49 و عدد جرمی ۱۱۵ بود.